# John Truby
John Truby (né en 1952) est un scénariste, réalisateur, consultant en écriture ou « script doctor » et professeur en écriture de scénario,,. Il a été consultant sur plus de 1 000 scénarios de films au cours des trois dernières décennies et il est également connu pour le logiciel de scénarisation « Blockbuster » (à l'origine « Storyline Pro ») qui s'accompagne d’add-ons qui sont les genres cinématographiques de BlockBuster (ici traduits de l’anglais pour la plupart) et qui sont respectivement : action, comédie, crime, détective, fantaisie, horreur, amour, masterpièce, mémoire, mythe, science-fiction, série, thriller et tvdrama. Chaque genre est accompagné d’exemples de scénarios de films du genre qui ont été analysés et créés selon le logiciel en anglais Blockbuster.

## Carrière de scénariste
Dans les années 1980, John Truby a reçu ses premiers crédits de scénariste, en écrivant trois épisodes de 21 Jump Street, ainsi qu'en tant que rédacteur en chef. Il a ensuite reçu un crédit de co-scénariste sur le film documentaire Disneynature : African Cats en 2011,. Une partie des bénéfices de ce film a été reversée à l'African Wildlife Foundation et à ses efforts pour préserver les couloirs des traversées de la faune nomade du parc national d'Amboseli au Kenya.

## Enseignement
Contrairement à de nombreux auteurs et enseignants sur le sujet, John Truby critique le paradigme classique de l'écriture d'un scénario en trois parties de Syd Field, le considérant comme un moyen mécanique de raconter des histoires et il soutient que la plupart des enseignants en scénarisation mettent l'accent sur la transformation intérieure personnelle des personnages, mais pas sur l'effet moral que leurs actions peut avoir sur les autres. Au lieu de cela, John Truby a conçu son propre découpage en 22 étapes pour rédiger un scénario, qui a constitué la base de son premier livre The Anatomy of Story: 22 Steps to Becoming a Master Storyteller publié en octobre 2007 par Faber et Faber,. Ce premier livre a été traduit en français en 2010 avant une nouvelle traduction augmentée en 2017.
John Truby a depuis transformé ses techniques en masterclasses mondiales,,,.

## Publications
- L’anatomie du scénario, Nouveau Monde Eds, 2010, 350 p. (ISBN 2847364900).
- L’anatomie du scénario : Comment devenir un scénariste hors-pair, Paris, Michel Lafon, 2017, 574 p. (ISBN 9782749931739, lire en ligne).